# Nipolit
Nipolit ist ein thermoplastischer Sprengstoff, entwickelt während des Zweiten Weltkriegs von dem deutschen Chemiker Erich von Holt bei der WASAG. Seit Sommer 1942 wurden bei der WASAG alternative Sprengstoffe entwickelt.
Zusammensetzung: 34,10 % Nitrocellulose, 30 % Diethylenglycoldinitrat, 35 % Nitropenta, 0,75 % Stabilisator, 0,05 % Magnesiumoxid 0,10 % Graphit
Nach dem Zusammenmischen der Komponenten wird die heiße Sprengstoffmasse in die gewünschte Form extrudiert. Nach dem Erkalten hat Nipolit eine hohe mechanische Stabilität und kann wie ein Werkstoff z. B. durch Sägen oder Bohren bearbeitet werden. Zudem ist Nipolit wasserfest. Diese Eigenschaften erlauben es, Sprengkörper wie Handgranaten ohne das übliche strukturelle Gehäuse aus Metall herzustellen. Außer Handgranaten sollten auch Hohlladungsköpfe hergestellt werden. Vom Nipolit wurde, vergleichsweise zu anderen Sprengstoffen, nur eine kleine Menge produziert. 1943 wurden 34 t und bis zum Herbst 1944 23 t bei der WASAG hergestellt.
Nach dem Krieg patentierte von Holt den sehr ähnlichen Sprengstoff Holtex.